# Stróża (województwo dolnośląskie)
Stróża – wieś (dawniej miasto) w Polsce położona w województwie dolnośląskim, w powiecie wrocławskim, w gminie Mietków.
Stróża uzyskała lokację miejską w 1254 roku, zdegradowana przed 1314 rokiem.

## Podział administracyjny
W latach 1975–1998 miejscowość należała administracyjnie do województwa wrocławskiego.

## Nazwa
Według niemieckiego językoznawcy Heinricha Adamy’ego nazwa miejscowości wywodzi się od staropolskiej nazwy zabudowań strażniczych - stróży. W swoim dziele o nazwach miejscowych na Śląsku wydanym w 1888 roku we Wrocławiu wymienia jako pierwotną zanotowaną nazwę miejscowości Stroza podając jej znaczenie "Wachterdorf" - "Wieś strażników". Wiąże się ona prawdopodobnie z wojskowym i posterunkowym charakterem miejscowości związanym z książęcym prawem stróży zobowiązującym lokalnych chłopów do utrzymywania małych grodów strażniczych.
- Stros – 1274 r.
- Strosa – w 1336 r.
- Ober Struse (Stróża Górna) i Nieder Strause (Stróża Dolna): w latach 1845-1945

Nazwa niemiecka jest zniekształconym zapisem fonetycznym nazwy polskiej – pierwotnej, która wywodzona jest od straży. Polską nazwę miejscowości w formie Stroża oraz niemiecką Stroppen w książce "Krótki rys jeografii Szląska dla nauki początkowej" wydanej w Głogówku w roku 1847 wymienił śląski pisarz Józef Lompa.

## Historia
Miejscowość powstała przed rokiem 1254. W dokumencie Henryka III z 23 października 1254 pojawia się określenie 'civitas Stros[a]e'. Henryk III, przenosząc premonstratensom z opactwa św. Wincentego na Ołbinie termin targów w Kostomłotach z poniedziałku na sobotę uzasadnia swoją decyzję faktem, że w poniedziałek odbywa się już targ w Stróży nadany zakonnikom przez jego przodków. Początkowo miejscowość miała rangę miasta (civitas Strose); w 1319 roku nazwana jest już jednak wsią. W 1336 roku książę Henryk śląski wydzierżawił Heinczowi von Libenau wszystkie książęce prawa miejscowości Stróża. W XIV w. potwierdzone jest istnienie w Stróży kościoła pod wezwaniem św. Jana Chrzciciela. Początkowo był filią kościoła w Kątach Wrocławskich, a w 1319 roku stał się samodzielną parafią i otrzymał z tej okazji jedną włókę ziemi.
Wieś stanowiła własność szlachecką. Od XVIII wieku podzielona była na Górną i Dolną Stróżę, każda z nich miała innego właściciela. Stróża Dolna należała do rodziny von Seidlitz – być może od 1440 roku, dopiero w 1885 roku przeszła drogą dziedziczenia w posiadanie Charlotty von Piotz, z domu Seidlitz i w rękach rodziny Piotz dobra te pozostały do końca II wojny światowej. Stróża Górna od roku 1578 należała do rodziny von Saurna, w roku 1937 do Maxa Saurna von Jeltsch. Jego dobra miały wówczas status dziedzicznego majątku rycerskiego. Ponadto w Stróży Górnej znajdowały się dwa inne majątki. We wsi zamieszkiwali zakonnicy, którzy nie mieli własnego kościoła, na nabożeństwo udawali się do Piotrowic.

## Położenie

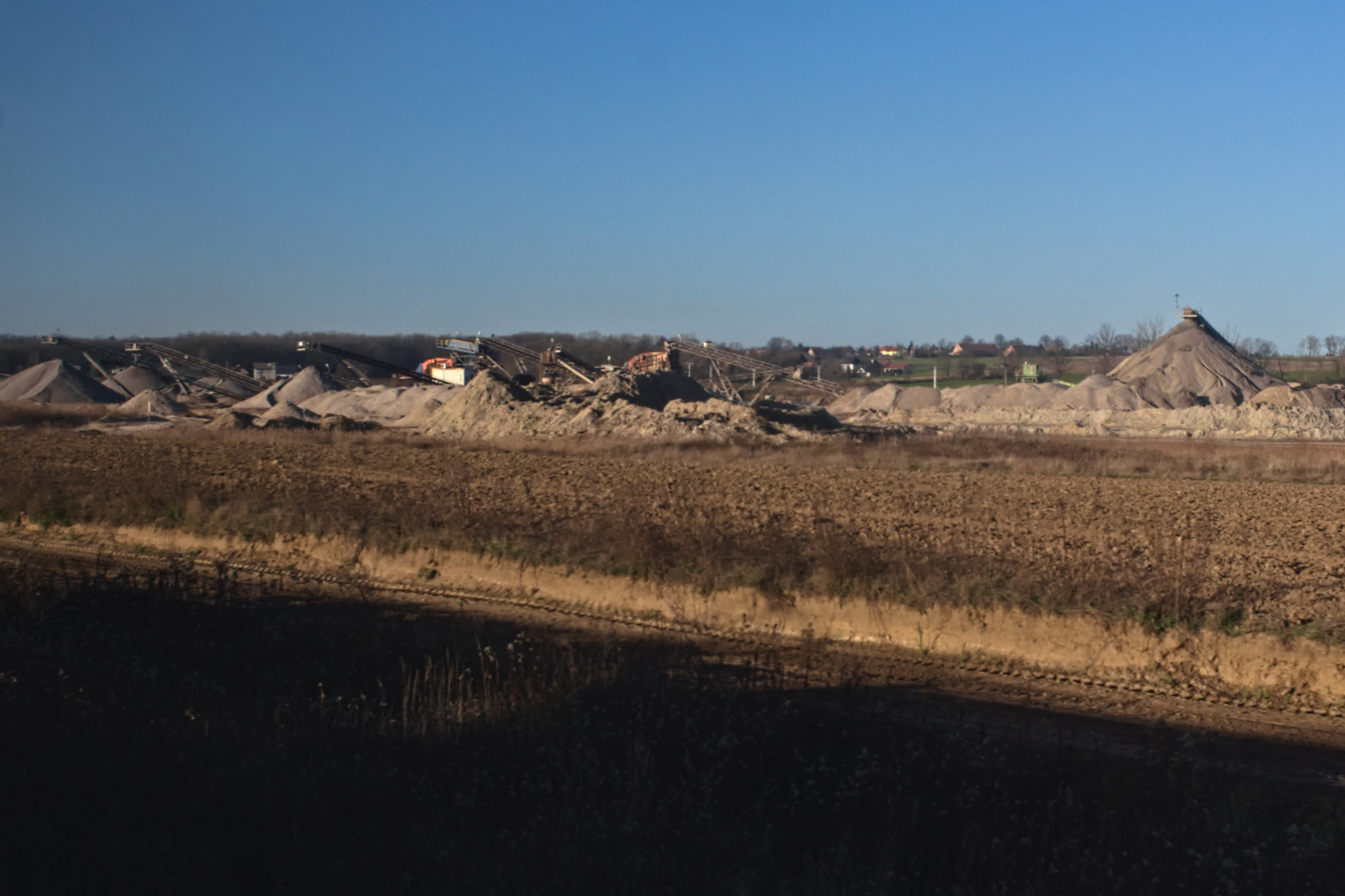
Kopalnia kruszyw naturalnych Stróża (2019)

Miejscowość wygina się łukowo z północy na wschód i dalej na południowy zachód, podzielona jest na dwie mniejsze jednostki: Stróżę Górną i Stróżę Dolną. Stróża Górna ma charakter widlicy położonej nad rzeką Strzegomką. Stróża Dolna to także widlica, lecz jej ramiona rozbiegają się. Stanowi część północną całej miejscowości i ma prawie równoleżnikowy przebieg.

## Zabytki
W Stróży Dolnej znajduje się grodzisko pomiędzy ramionami widlicy oraz dawny majątek, na który składa się zespół pałacowo-parkowy z folwarkiem, usytuowany w zachodniej części wsi. Na północnym krańcu Stróży Górnej znajduje się dawny folwark Schmachtenhain, obecnie własność prywatna. W północnej części wsi, pomiędzy ramionami widlicy, zlokalizowany jest kościół. Na wschód od miejscowości w pewnej odległości od zabudowy i w pobliżu przejazdu kolejowo-drogowego znajduje się drugi majątek.
Zachowany jest zasadniczy układ miejscowości. Z dawnego majątku w Stróży Dolnej zachowany jest (w znaczeniu zachowania obszaru) park oraz folwark. Pałac nie istnieje. Zabudowa folwarczna także nie jest utrzymana w całości: brak zachodniego skrzydła. Budynki nie posiadają istotnych cech stylowych. Dawny majątek przy torach jest także zdewastowany. Granice parku (o ile taki istnieje) nie są czytelne. Pałac nie istnieje. Zabudowa folwarczna jest zniszczona, częściowo zdewastowana, w części nie istnieje. Zabudowa wiejska jedno i dwukondygnacyjna, w większości zagrodowa, nieregularna. Wiele budynków jest zniszczonych lub zrujnowanych.
W Stróży można oprócz tego zobaczyć: grobowiec rodzinny z 2. połowy XIX wieku, kościół pod wezwaniem św. Jana Chrzciciela z około 1870 roku, plebanię (dawna szkoła) z XIX-XX wieku, spichlerz z 1788 roku oraz most na Strzegomce z roku 1910 – zniszczony podczas powodzi w 1997 roku.